# Potaspina pacifica
Potaspina pacifica är en ringmaskart som beskrevs av Hartman 1969. Potaspina pacifica ingår i släktet Potaspina och familjen Sabellidae. Inga underarter finns listade i Catalogue of Life.